# Анджелина Лав
Ло́рен Уи́льямс (англ. Lauren Williams, род. 13 сентября 1981, Торонто, Онтарио, Канада) — канадский профессиональный рестлер, получившая известность по своим выступлениям в Total Nonstop Action Wrestling (TNA) под именем Анджели́на Лав (англ. Angelina Love). Она шестикратная чемпионка нокаутов TNA и командная чемпионка нокаутов. Помимо TNA Уильямс работает в других федерациях под именем Э́нджел Уи́льямс.

## Гиммик
- Завершающий приёмы
  - Botox Injection[1] (Bicycle Super kick[2] — 2008-наст. время
  - Break a Bitch (Inverted facelock transitioned into a double knee backbreaker)[3][4][5] — 2011-наст. время
  - Cramp[6] (Modified camel clutch) — 2006, 2011
  - Lights Out[6] (Lifting reverse STO)[6][1] — 2007—2010
  - Wicked-DT (Snap DDT into a steel chair) — 2010, 2012—2013

- Коронные приёмы
  - Diving crossbody[6][1]
  - Hurricanrana[6]
  - DDT[6]
  - Running springboard arm drag[6]
  - Shoulder jawbreaker[1][7]
  - Snapmare followed by a running low-angle front dropkick to the opponent’s face or back[6][1]
  - Spear[8]
  - Suplex[6]
  - Tilt-a-whirl[6][1]

- В команде с Уинтер
  - Завершающие приёмы
    - Инъекция ботокса (Лав) / Самоанский бросок (Уинтер)[9]

- В команде с Вэлвит Скай
  - Завершающие приёмы
    - Макияж[10][11] (Русская подсечка (Скай) / Инъекция ботокса (Лав))

  - Коронные приёмы
    - Hollering Elbows (Double elbow drop with theatrics)[12]
- В команде с Кристиной Кинсли
  - Finishing moves
    - Hands of the Wicked (Lights Out (Лав) / DDT (Кинсли))

- Прозвища
  - «The Queen Diva» (DSW)[13]

- Музыкальные темы
  - «Papercut» от Linkin Park[14] (независимые федерации)
  - «Girlfriend» by Dale Oliver[14] (TNA; 2010, 2012)
  - «Angel on My Shoulder» от Дэйла Оливера[15][16] (TNA; 2007—2009, 2010—2011 and CWW; 2010—2011, 2013-наст. время)
  - «Hands of Wicked» от Goldy Locks[17] (TNA; используется в команде с Уинтер)

## Титулы и достижения
- Impact Wrestling Federation
  - Manager of the Year (2000)[6]

- Old School Pro Wrestling

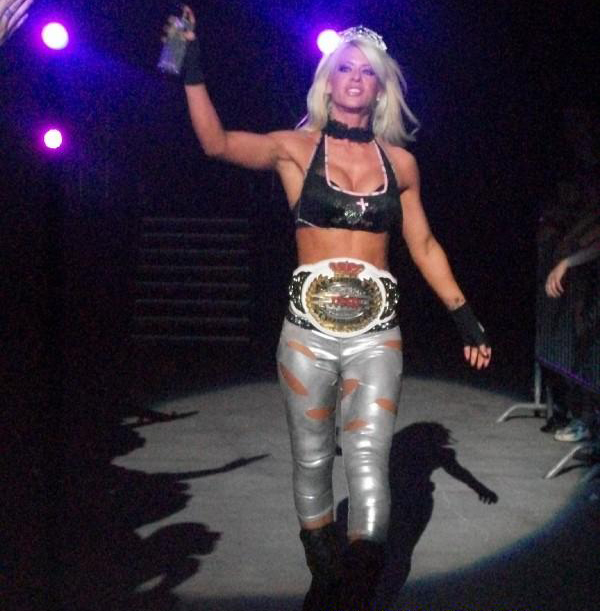
Анджелина Лав с поясом чемпионки TNA Knockout Championship.

  - OSPW Women’s Championship (1 раз)[6]

- Pro Wrestling Illustrated
  - PWI ставит её под №2 в списке 50 лучших женщин-рестлеров 2009 года[18] and in 2010[19]

- Total Nonstop Action Wrestling
  - Чемпионка нокаутов TNA (6 раз)[6][20]
  - Командная чемпионка нокаутов TNA (1 раз) — с Уинтер[21][22]
  - TNA Knockout of 2008

### Luchas de Apuestas
| Ставка  | Победитель                    | Проигравший            | Место проведения       | Дата            | Примечания                                                        |
| ------- | ----------------------------- | ---------------------- | ---------------------- | --------------- | ----------------------------------------------------------------- |
| Карьера | Вэлвит Скай и Кристина Кинсли | Анджелина Лав и Фэррин | Даллас, Техас          | 19 декабря 2009 | Матч «Титулы против карьеры» на шоу Cross the Line (2009)         |
| Карьера | Анджелина Лав                 | Мэдисон Рейн           | Орландо, Флорида       | 11 июля 2010    | Матч «Титул против карьеры» на шоу Victory Road (2010)            |
| Карьера | Кристина Кинсли               | Анджелина Лав          | Миннеаполис, Миннесота | 7 мая 2011      | Проигравший должен покинуть CWW                                   |
| Волосы  | Анджелина Лав                 | Мэдисон Рейн           | Сейлем, Орегон         | 12 мая 2012     | Матч «Титул против карьеры» на шоу Heaven Sent, Hell Bound (2012) |